# هنري جورج هيوز
هنري جورج هيوز (بالإنجليزية: Henry George Hughes)‏ هو قاضي وسياسي أيرلندي، ولد في 10 أغسطس 1810 بدبلن في جمهورية أيرلندا، وتوفي في 22 يوليو 1872. في الانتخابات الفرعية في مجلس العموم البريطاني ‏، انتخب عضو برلمان المملكة المتحدة الـ16 عن دائرة Longford ‏ (13 مايو 1856 – 21 مارس 1857).